# قطعنامه ۱۰۴۶ شورای امنیت
قطعنامه ۱۰۴۶ شورای امنیت سازمان ملل متحد که در تاریخ ۱۳ فوریه ۱۹۹۶ تصویب شد، سندی بین‌المللی دربارهٔ بررسی وضعیت در یوگسلاوی سابق و جمهوری مقدونیه است. این قطعنامه طی نشست ۳۶۳۰ام با ۱۵ رای موافق، ۰ مخالف و ۰ ممتنع تصویب شد.